# Iathrippa bisbidens
Iathrippa bisbidens är en kräftdjursart som först beskrevs av Barnard1955.  Iathrippa bisbidens ingår i släktet Iathrippa och familjen Janiridae. Inga underarter finns listade i Catalogue of Life.